# Tálknafjörður
Tálknafjörður é uma localidade na Islândia. Em 2018 tinha uma população de cerca de 231 habitantes.